# Szekszárd
Szekszárd [ˈsɛksaːrd] ⓘ (deutsch Seksard, Sechsard oder Sechshard) ist eine ungarische Stadt im gleichnamigen Kreis im Komitat Tolna, mit gut 30.000 Einwohnern (Stand 2023). Sie hat selbst die Rechte eines Komitats, ist der Verwaltungssitz des Komitats Tolna und liegt in dessen südöstlichem Teil.

## Sehenswürdigkeiten
König Béla I. gründete hier eine Abtei, an deren Ruinen bis heute am ehemaligen Komitatshauses der klassizistische Stil auffällt. Die katholische Kirche im Zopfstil (1805) ist eine der größten einschiffigen Sakralbauten von Mitteleuropa. Die barocke Dreifaltigkeitssäule erinnert an die Pestepidemie von 1738 bis 1740.
Nach Szekszárd hat ein über die Grenzen hinaus bekanntes Weinbaugebiet seinen Namen, das von sieben Hügeln umschlossen wird. Aufgrund archäologischer Funde geht man davon aus, dass hier bereits vor 2000 Jahren am Beginn der Römerzeit eine Weinkultur blühte. Damals könnte an diesem Platz ein Kastell gegründet worden sein. Die typische Rebe für diese Region ist die Kadarka-Rebe, die aus Dalmatien stammt. Bekannt ist vor allem der Rotwein des Szekszárdi bikavér (Szekszárder Stierblut), der aus drei für diese Region typischen Rebsorten, darunter auch der Kadarka-Rebe, gekeltert wird.
Zwischen dem Bach Séd und den mit Weingärten kultivierten Hügeln steht die Einsiedler-Kapelle, die eine alte Wallfahrtsstätte darstellt. Jenseits des Baches steht das Geburtshaus der größten Sohnes der Stadt, des Dichters Mihály Babits. Im Augusz-Haus, wo Franz Liszt oft Gast war, wurde eine Musikschule eingerichtet und nach dem Komponisten benannt.
Der Gemencer Wald, der sich im Überschwemmungsgebiet der Donau ausbreitet, ist eines der wichtigsten Naturdenkmäler von Ungarn. Der Wald ist zwar ein wichtiger Jagdgrund des Landes, wurde aber 1996 dem Nationalpark Donau-Drau eingegliedert. Er ist von dem zu Szekszárd gehörenden Touristenzentrum Gemenc zu Fuß zu erreichen, aber auch mit einer Schmalspurbahn, mit Reitpferd, mit eigenem Pferdewagen und auch mit dem Motorboot. Im Museum für Trophäen ist derzeit eine Ausstellung über „Das Leben im Flutgebiet“ zu sehen, die sich mit der Natur des Gemencer Waldes befasst.
Die Synagoge im Stil des Historismus wurde 1897 errichtet.

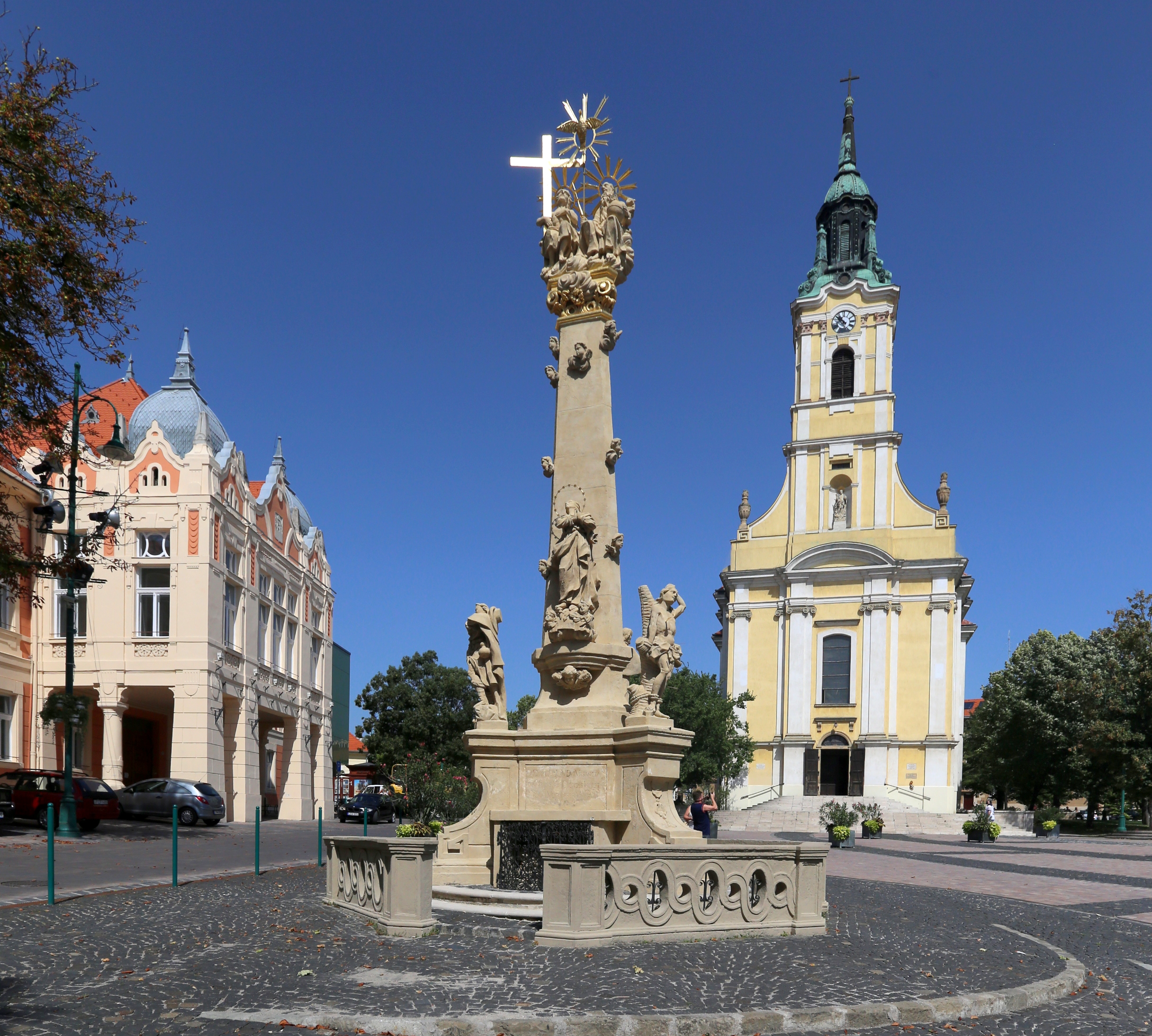
Dreifaltigkeitssäule und katholische Kirche
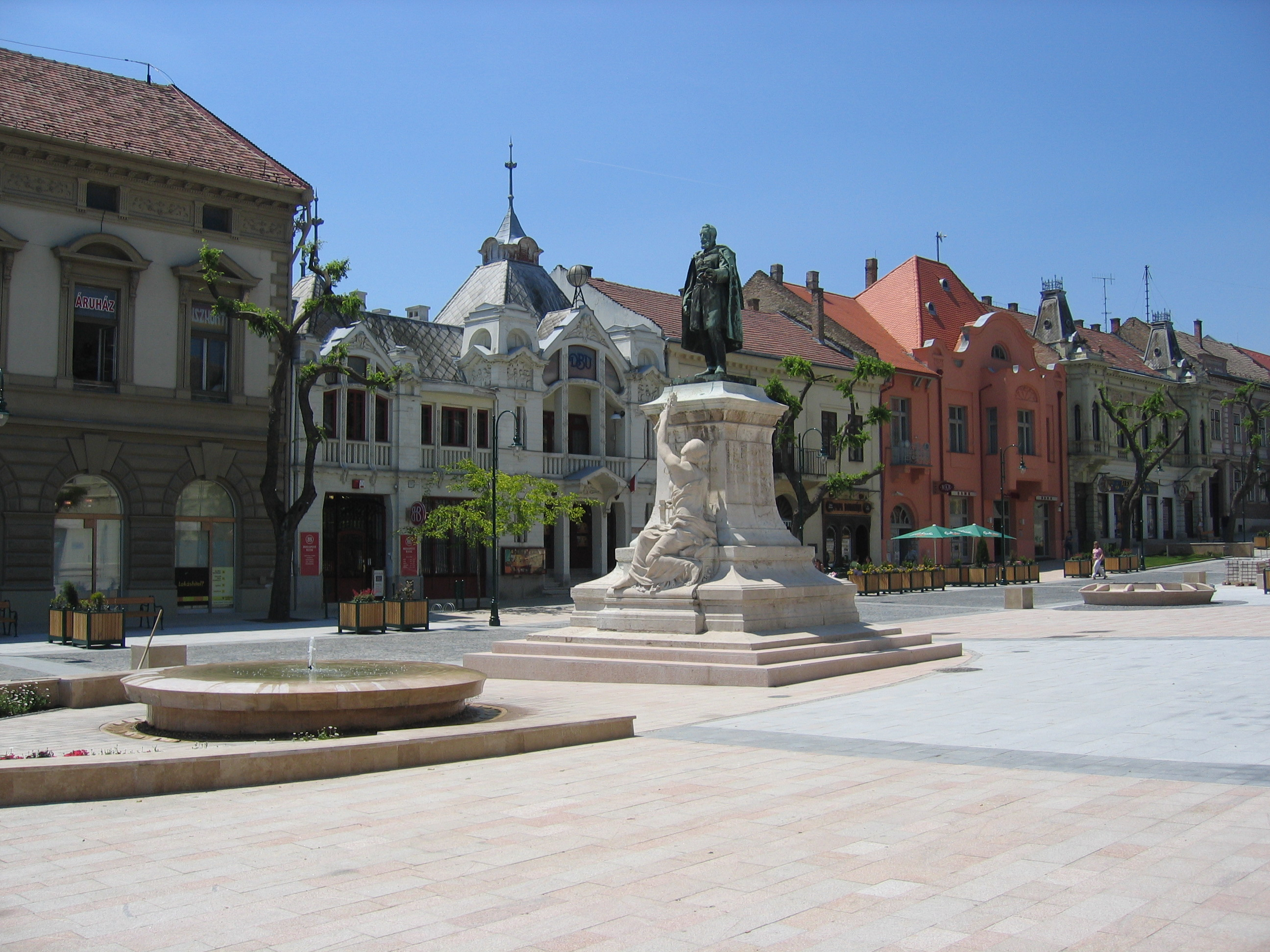
Garay-Platz mit Statue
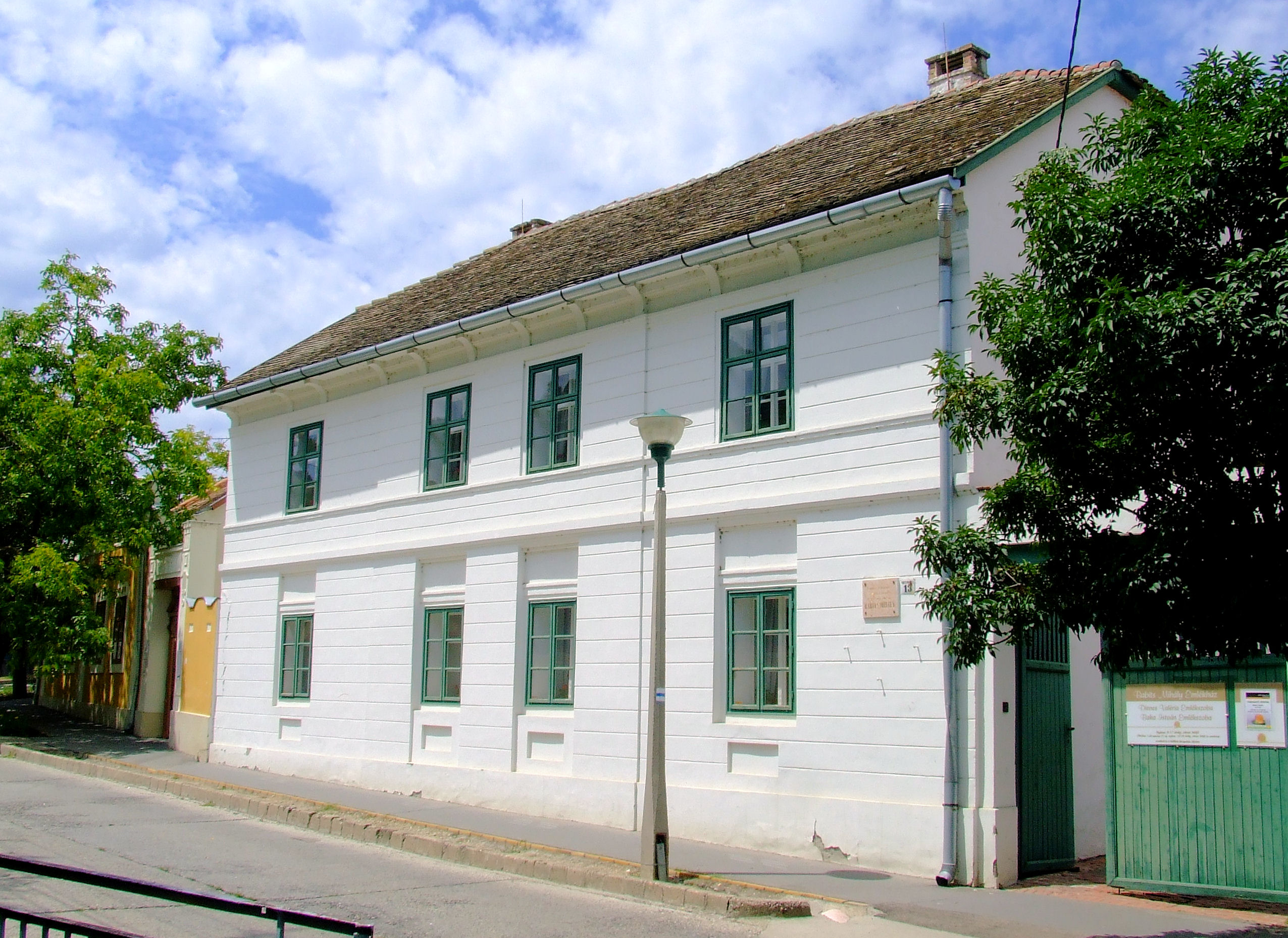
Geburtshaus von Mihály Babits
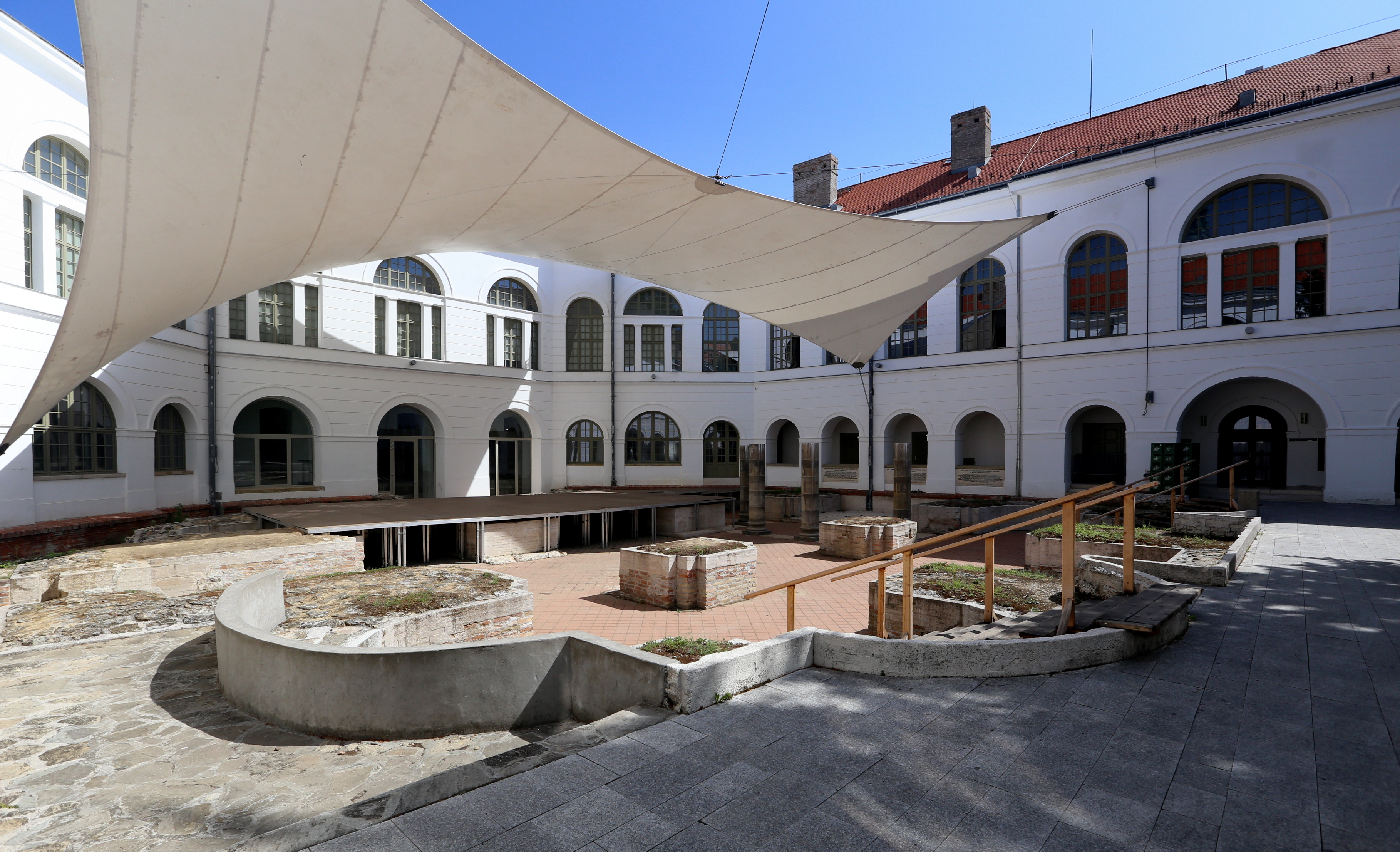
Ruinen der Abtei im Hof des Komitatshauses

## Kultur

### Museen und Tourismus
In Szekszárd existiert ein Lebkuchenmuseum.

Im Mór-Wosinsky-Museum findet man archäologische Funde.

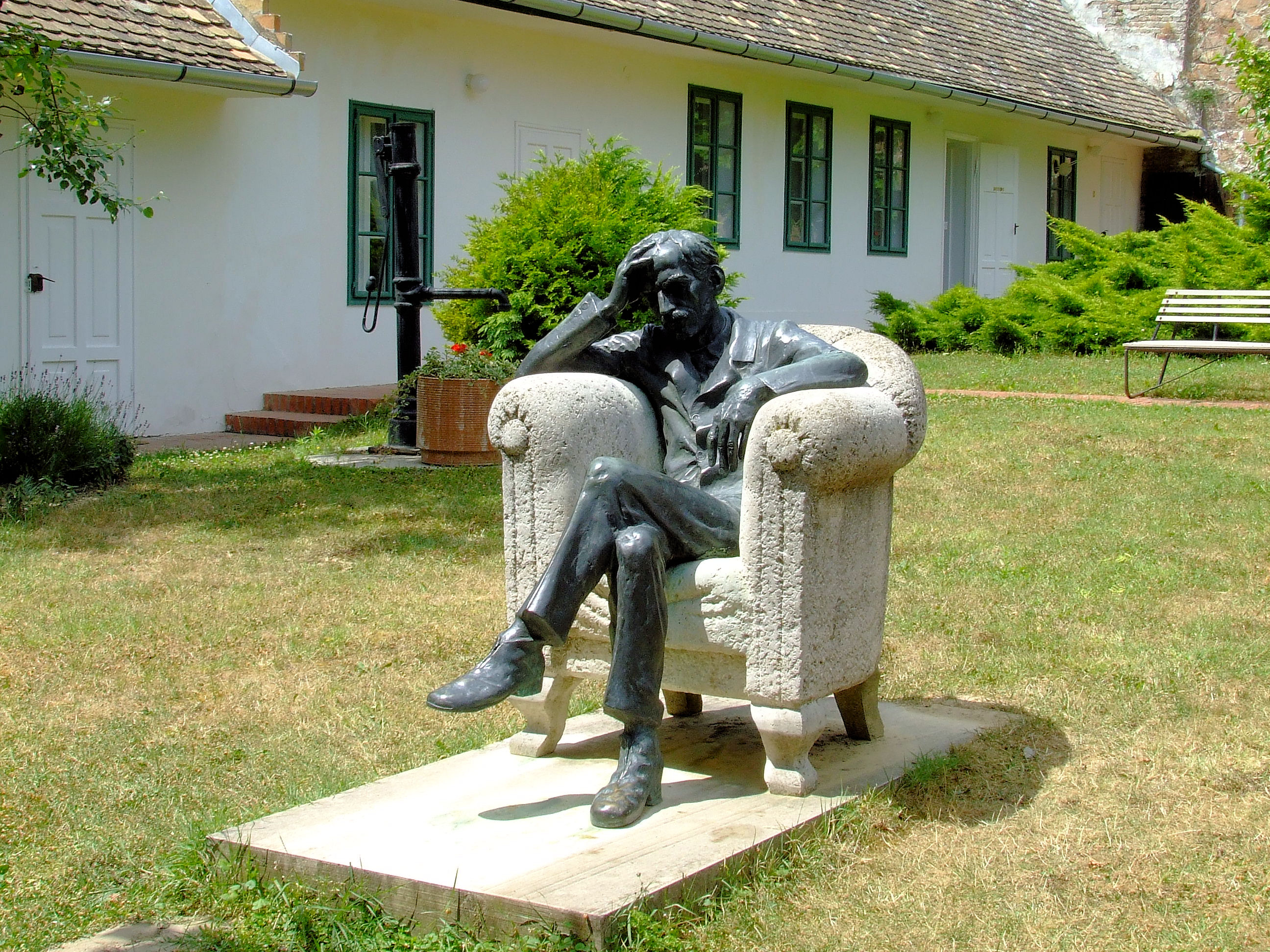
Babits Mihálys Gedenkhaus

Das Museum im Geburtshaus des Dichters Mihály Babits (1883–1941) in der Babics Mihály utca 13 zeigt Exponate zum Leben und Schaffen des Dichters und vom Alltag einer Mittelschichtfamilie im ländlichen Ungarn des 19. Jahrhunderts.
Im obersten Stockwerk des Komitatsrathauses befindet sich eine Franz-Liszt-Ausstellung, da dieser oft in Szekszárd weilte.
Durch Szekszárd verläuft der Europäische Fernwanderweg E7 und es beginnen bzw. enden die beiden Fernwanderwege „Rockenbauer Pál Dél-dunántúli Kéktúra“ und „Alföldi Kéktúra“.

### Theater
Am Garay tér, in einem ehemaligen Kino, ist die Deutsche Bühne Ungarn, das einzige Theater des Komitats und die einzige deutschsprachige Bühne des Landes, die als Institution der Landesselbstverwaltung der Ungarndeutschen fungiert.

## Größere Orte der Umgebung
- Im Umkreis von 10 km: Decs, Harc, Kakasd, Őcsény, Sióagárd und Szálka
- Städte bis etwa 50 km Entfernung: Baja und  Tolna, ferner Bóly, Bonyhád, Dombóvár, Bátaszék, Komló, Mecseknádasd, Mohács (Türkenschlacht), Nagydorog, Nagynyárád, Paks und die Großstadt Pécs (Komitat Baranya), das ihm benachbarte Pécsvárad (berühmtes Benediktinerstift), Szedres, Tamási, Uszód, Váralja, Zengővárkony (Burg am Hang des Mecsek-Gebirges), Zomba.

## Städtepartnerschaften
Szekszárd listet folgende acht Gemeindepartnerschaften auf:
| Stadt                | Land                           | seit | Typ            |
| -------------------- | ------------------------------ | ---- | -------------- |
| Bečej                | Vojvodina, Serbien             | 1975 | Schwesterstadt |
| Bezons               | Île-de-France, Frankreich      | 1967 | Schwesterstadt |
| Bietigheim-Bissingen | Baden-Württemberg, Deutschland | 1989 | Schwesterstadt |
| Făget                | Banat, Rumänien                | 1998 | Partnerstadt   |
| Lugoj                | Banat, Rumänien                | 1993 | Schwesterstadt |
| Ravenna              | Emilia-Romagna, Italien        | 1996 | Partnerschaft  |
| Tornio               | Lappland, Finnland             | 1986 | Schwesterstadt |
| Waregem              | Westflandern, Belgien          | 1993 | Partnerstadt   |

## Söhne und Töchter der Stadt
- János Garay (1812–1853), Dichter
- Dezső Perczel (1848–1913), Politiker, Innenminister und Präsident des Abgeordnetenhauses
- Mihály Babits (1883–1941), Dichter und Schriftsteller
- József Rády (1884–1957), Fechter
- Márton Sipos (1900–1926), Schwimmer
- Miklós Mészöly (1921–2001), Schriftsteller
- Judit Csehák (* 1940), Ärztin und Politikerin
- Csaba Pálinkás (1959–2004), Radrennfahrer
- Zoltán Halász (1960–2022), Radrennfahrer
- Attila Kovács (* 1960), Leichtathlet
- Ildikó Bolvári (* 1963), Tischtennisspielerin
- Katalin Bolvári (* 1967), Tischtennisspielerin
- Erik Bánki (* 1970), Politiker
- Dániel Böde (* 1986), Fußballspieler
- Eszter Földes (* 1987), Schauspielerin
- Attila Fiola (* 1990), Fußballspieler
- Gyula Pap (* 1991), Schachmeister
- Alexandra Töpfner (* 1996), Handballspielerin

## Verkehr
Durch Szekszárd verlaufen die Hauptstraße Nr. 56 und die Landstraße Nr. 5113, drei Kilometer östlich des Stadtzentrums die Autobahn M6. Szekszárd ist angebunden an die Eisenbahnstrecke von Sárbogárd nach Baja. Zweimal am Tag verkehrt der Gemenc Express Zug zwischen Budapest und Baja, mit Halt in Szekszárd, der es ermöglicht, ohne Umstieg und in kürzerer Zeit zwischen den Städten zu verkehren. Vom Busbahnhof, der direkt neben dem Bahnhof liegt, können weitere große und kleine Städte erreicht werden, wie etwa Pécs, Székesfehérvár oder Mohács. Außerdem verfügt Szekszárd über regelmäßige Busverbindungen innerhalb der Stadt und in benachbarte Ort- und Landschaften.